# U.S. International Challenge 2017
Die U.S. International Challenge 2017 im Badminton fand vom 19. bis zum 23. Dezember 2017 in Orange statt.

## Sieger und Platzierte
| Disziplin    | Gold                          | Silber                                    | Bronze                           |
| ------------ | ----------------------------- | ----------------------------------------- | -------------------------------- |
| Herreneinzel | Lu Chia-hung                  | B. R. Sankeerth                           | Mark Shelley Alcala              |
| Herreneinzel | Lu Chia-hung                  | B. R. Sankeerth                           | Phillips Jap                     |
| Dameneinzel  | Natsuki Nidaira               | Olivia Lei                                | Rachel Honderich                 |
| Dameneinzel  | Natsuki Nidaira               | Olivia Lei                                | Brittney Tam                     |
| Herrendoppel | Marcus Ellis Chris Langridge  | Lu Chia-hung Lu Chia-bin                  | Mark Shelley Alcala Phillips Jap |
| Herrendoppel | Marcus Ellis Chris Langridge  | Lu Chia-hung Lu Chia-bin                  | Jason Ho-Shue Nyl Yakura         |
| Damendoppel  | Rachel Honderich Kristen Tsai | Leanne Choo Renuga Veeran                 | Breanna Chi Jennie Gai           |
| Damendoppel  | Rachel Honderich Kristen Tsai | Leanne Choo Renuga Veeran                 | Annie Xu Kerry Xu                |
| Mixed        | Nyl Yakura Kristen Tsai       | Oliver Leydon-Davis Susannah Leydon-Davis | Chan Kwong Beng Breanna Chi      |
| Mixed        | Nyl Yakura Kristen Tsai       | Oliver Leydon-Davis Susannah Leydon-Davis | Brian Yang Olivia Lei            |